# Diaphan
Diaphan bedeutet durchscheinend, durchsichtig (von griechisch diaphainesthai, „durchscheinen“). Das Wort wird auch für transparentes oder transluzentes Material verwendet, oder auch für vergängliche oder ephemere Erscheinungen.
In der antiken Wahrnehmungslehre des Aristoteles bezeichnete „das Diaphane“ (to diaphanês) das sinnlich-stoffliche Medium, in dem sich der Sehsinn vollzieht. Der Ausdruck spielt auch in der späteren vormodernen Optik, Physik und sogar Ästhetik eine wichtige Rolle, wie Emmanuel Alloa in seiner Begriffsgeschichte des Diaphanen (Das durchscheinende Bild, 2011) nachweisen konnte.  
In der Kunstgeschichte wird „diaphan“ verwendet, seit Hans Jantzen mit diesem Begriff 1927 die von Glasfenstern, nicht mehr von Mauern gebildeten Raumgrenzen als entscheidende Kennzeichen gotischer Kathedralbaukunst charakterisierte.